# Pseudomops decepturus
Pseudomops decepturus är en kackerlacksart som beskrevs av Walker, F. 1868. Pseudomops decepturus ingår i släktet Pseudomops och familjen småkackerlackor. Inga underarter finns listade i Catalogue of Life.